# Viga

Flexión teórica de una viga apoyada-articulada sometida a una carga distribuida uniformemente.

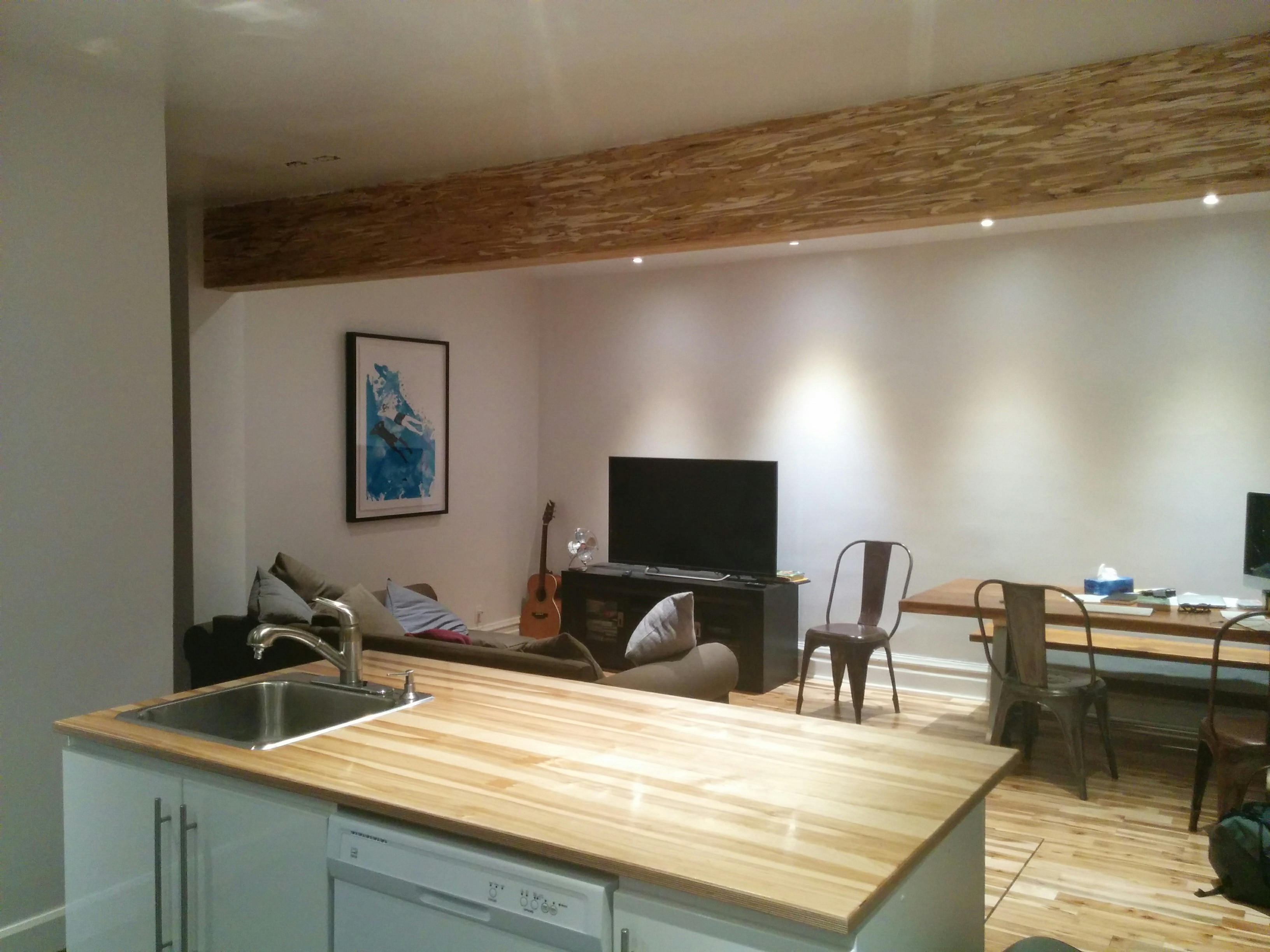
Una viga de madera instalada para reemplazar un muro de carga

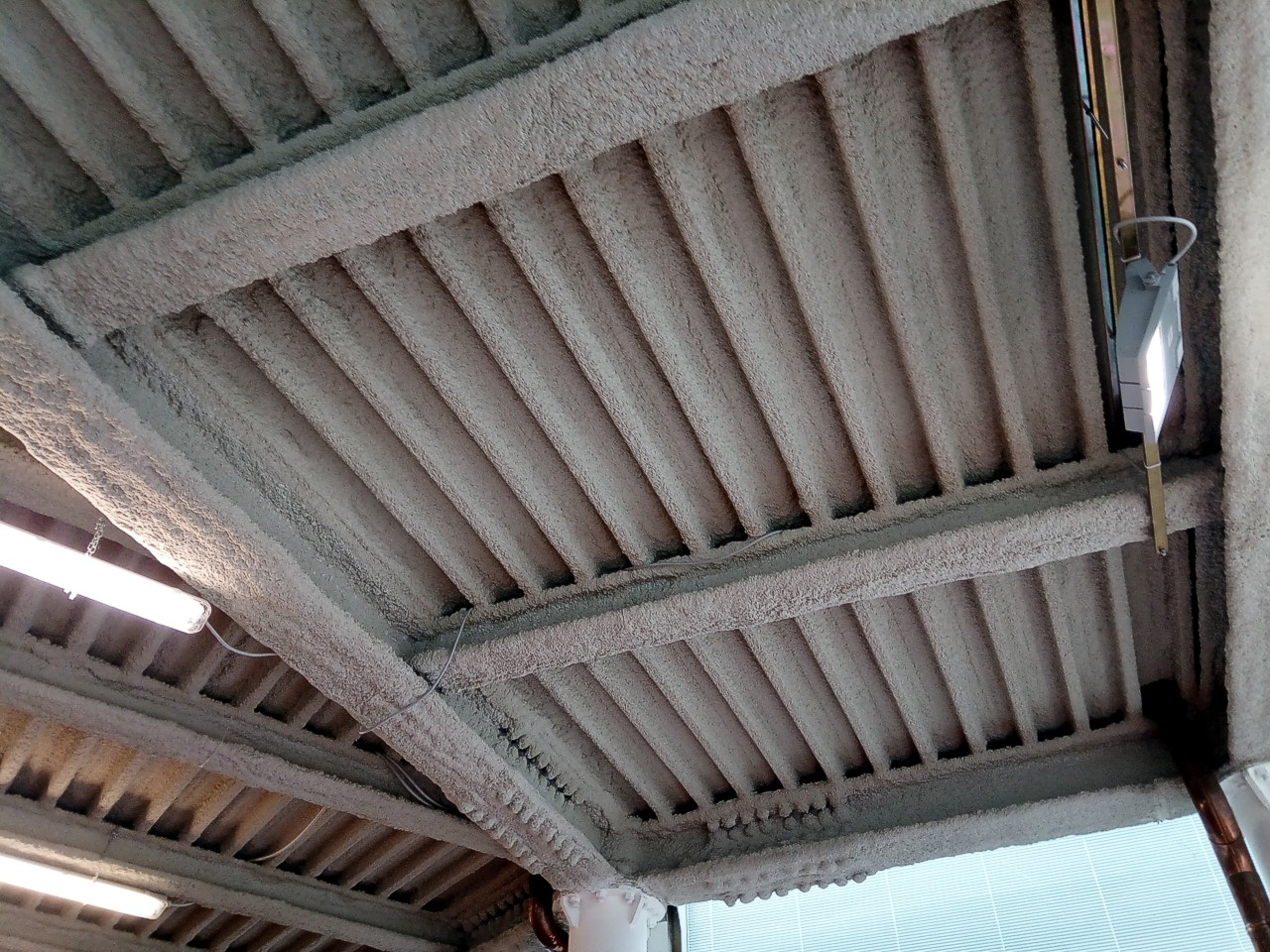
Estructura de vigas de acero con revestimiento de protección contra incendios.

En ingeniería y en arquitectura, una viga (del latín biga, viga, a su vez
del latín biga, "carro de dos caballos") (también, trabe) es un elemento estructural lineal que trabaja principalmente a flexión. En las vigas, la longitud predomina sobre las otras dos dimensiones y suele ser horizontal.
La carga flectora provoca tensiones normales de tracción y compresión y sus respectivas fuerzas internas o esfuerzos normales (axiales), produciéndose las máximas en el cordón inferior y en el cordón superior respectivamente, las cuales se calculan relacionando el momento flector y el segundo momento de inercia. En las zonas cercanas a los apoyos se producen esfuerzos cortantes o punzonamiento. También pueden producirse tensiones por torsión, sobre todo en las vigas que forman el perímetro exterior de un forjado. Estructuralmente el comportamiento de una viga se estudia mediante un modelo de prisma mecánico.[cita requerida]

## Teoría de vigas de Euler-Bernoulli

Esquema de deformación de una viga que ilustra la diferencia entre la teoría de Timoshenko y la teoría de Euler-Bernoulli: en la primera θ_{i} y dw/dx_{i} no tienen necesariamente que coincidir, mientras que en la segunda son iguales.

La teoría de vigas es una parte de la resistencia de materiales que permite el cálculo de esfuerzos y deformaciones en vigas. Si bien las vigas reales son sólidos deformables, en teoría de vigas se hacen ciertas simplificaciones gracias a las que se pueden calcular aproximadamente las tensiones, desplazamientos y esfuerzos en las vigas como si fueran elementos unidimensionales.[cita requerida]
Los inicios de la teoría de vigas se remontan al siglo XVIII, trabajos que fueron iniciados por Leonhard Euler y Daniel Bernoulli. Para el estudio de vigas se considera un sistema de coordenadas en que el eje X es siempre tangente al eje baricéntrico de la viga, y los ejes Y y Z coincidan con los ejes principales de inercia. Los supuestos básicos de la teoría de vigas para la flexión simple de una viga que flecte en el plano XY son:[cita requerida]
- Hipótesis de comportamiento elástico. El material de la viga es elástico lineal, con módulo de Young E y coeficiente de Poisson despreciable.
- Hipótesis de la flecha vertical. En cada punto el desplazamiento vertical solo depende de x: uy(x, y) = w(x).
- Hipótesis de la fibra neutra. Los puntos de la fibra neutra solo sufren desplazamiento vertical y giro: ux(x, 0) = 0.
- La tensión perpendicular a la fibra neutra se anula: σyy= 0.
- Hipótesis de Bernoulli. Las secciones planas inicialmente perpendiculares al eje de la viga, siguen siendo perpendiculares al eje de la viga una vez curvado.

Las hipótesis (1)-(4) juntas definen la teoría de vigas de Timoshenko. La teoría de Euler-Bernouilli es una simplificación de la teoría anterior, al aceptarse la última hipótesis como exacta (cuando en vigas reales es solo aproximadamente cierta). El conjunto de hipótesis (1)-(5) lleva a la siguiente hipótesis cinemática sobre los desplazamientos:

{\displaystyle u_{x}(x,y)=-y\theta _{z}(x)=-y{\frac {dw}{dx}}\qquad u_{y}(x,y)=w(x)}

### Deformaciones y tensiones en las vigas
Si se calculan las componentes del tensor de deformaciones a partir de estos desplazamientos, se llega a:
{\displaystyle \varepsilon _{xx}={\frac {\partial u_{x}}{\partial x}}=-y{\frac {d^{2}w}{dx^{2}}}\qquad \varepsilon _{yy}={\frac {\partial u_{y}}{\partial y}}=0\qquad \varepsilon _{xy}={\frac {1}{2}}\left({\frac {\partial u_{x}}{\partial y}}+{\frac {\partial u_{y}}{\partial x}}\right)={0}}
A partir de estas deformaciones se pueden obtener las tensiones usando las ecuaciones de Lamé-Hooke, asumiendo {\displaystyle \sigma _{yy}={0},\sigma _{zz}={0}}:

{\displaystyle \sigma _{xx}=-Ey{\frac {d^{2}w}{dx^{2}}}\qquad \sigma _{xy}={0}}

donde E es el módulo de elasticidad longitudinal, o módulo de Young, y G el módulo de elasticidad transversal. Es claro que la teoría de Euler-Bernoulli es incapaz de aproximar la energía de deformación tangencial, para tal fin deberá recurrirse a la  teoría de Timoshenko, en la cual:
{\displaystyle \varepsilon _{xy}={\frac {1}{2}}\left({\frac {dw}{dx}}-\theta _{z}\right)}

### Esfuerzos internos en vigas
a partir de los resultados anteriores y de las ecuaciones de equivalencia pueden obtenerse sencillamente el esfuerzo normal, el esfuerzo cortante y el momento flector al que está sometida una sección de una viga sometida a flexión simple en la teoría de Euler-Bernouilli:
{\displaystyle N_{x}=\int _{\Sigma }\sigma _{xx}dydz=0\qquad V_{y}=\int _{\Sigma }\sigma _{xy}dydz=2GA{\frac {dw}{dx}}\qquad M_{z}=\int _{\Sigma }y\sigma _{xx}dydz=EI_{z}{\frac {d^{2}w}{dx^{2}}}}

donde: A área de la sección transversal, Iz el momento de inercia según el eje respecto al cual se produce la flexión. La última de estas ecuaciones es precisamente la ecuación de la curva elástica, una de las ecuaciones básicas de la teoría de vigas que relaciona los esfuerzos internos con el campo de desplazamientos verticales.

### Ecuaciones de equilibrio
Las ecuaciones de equilibrio para una viga son la aplicación de las ecuaciones de la estática a un tramo de viga en equilibrio. Las fuerzas que intervienen sobre el tramo serían la carga exterior aplicada sobre la viga y las fuerzas cortantes actuantes sobre las secciones extremas que delimitan el tramo. Si el tramo está en equilibrio eso implica que la suma de fuerzas verticales debe ser cero, y además la suma de momentos de fuerza a la fibra neutra debe ser cero en la dirección tangente a la fibra neutra. Estas dos condiciones solo se pueden cumplir si la variación de esfuerzo cortante y momento flector están relacionada con la carga vertical por unidad de longitud mediante:
{\displaystyle {\frac {\partial V_{y}(x)}{\partial x}}=p_{y}(x)\qquad {\frac {\partial M_{z}(x)}{\partial x}}=V_{y}(x)}

### Cálculo de tensiones en vigas
El cálculo de tensiones en vigas generalmente requiere conocer la variación de los esfuerzos internos y a partir de ellos aplicar la fórmula adecuada según la viga esté sometida a flexión, torsión, esfuerzo normal o esfuerzo cortante. El tensor tensión de una viga viene dado en función de los esfuerzos internos por:

{\displaystyle [T]_{xyz}={\begin{bmatrix}\sigma &\tau _{y}&\tau _{z}\\\tau _{y}&0&0\\\tau _{z}&0&0\end{bmatrix}}}

donde las tensiones pueden determinarse, aproximadamente, a partir de los esfuerzos internos. Si se considera un sistema de ejes principales de inercia sobre la viga, considerada como prisma mecánico, las tensiones asociadas a la extensión, flexión, cortante y torsión resultan ser:
{\displaystyle \sigma ={\frac {N_{x}}{A}}+{\frac {M_{y}z}{I_{y}}}-{\frac {M_{z}y}{I_{z}}}+\omega {\frac {B_{\omega }}{I_{\omega }}}}
{\displaystyle \tau _{y}=\tau _{y,cort}+\tau _{y,tor}\qquad \tau _{z}=\tau _{z,cort}+\tau _{z,tor}}

donde:
{\displaystyle \sigma ;\tau _{i,tor},\tau _{i,cort}\;} son las tensiones sobre la sección transversal: tensión normal o perpendicular, y las tensiones tangenciales de torsión y cortante.
{\displaystyle N_{x};M_{y},M_{z};B_{\omega }\;}, son los esfuerzos internos: esfuerzo axial, momentos flectores y bimomento asociado a la torsión.
{\displaystyle A;I_{y},I_{z};\omega ,I_{\omega }\;}, son propiedades de la sección transversal de la viga: área, segundos momentos de área (o momentos de inercia), alabeo y momento de alabeo.
Las máximas tensiones normal y tangencial sobre una sección transversal cualquiera de la viga se pueden calcular a partir de la primera ({\displaystyle \scriptstyle \sigma _{I}\ \geq \ 0}) y tercera ({\displaystyle \scriptstyle \sigma _{III}\ \leq \ 0}) tensión principal:

{\displaystyle \sigma _{I}={\frac {\sigma }{2}}+{\sqrt {{\frac {\sigma ^{2}}{4}}+(\tau _{y}^{2}+\tau _{z}^{2})}}\qquad \sigma _{III}={\frac {\sigma }{2}}-{\sqrt {{\frac {\sigma ^{2}}{4}}+(\tau _{y}^{2}+\tau _{z}^{2})}}}
{\displaystyle \sigma _{max}={\mbox{max}}(|\sigma _{I}|,|\sigma _{III}|)\qquad \tau _{max}={\frac {\sigma _{I}-\sigma _{III}}{2}}}

En vigas metálicas frecuentemente se usa como criterio de fallo el que en algún punto la tensión equivalente de Von Mises supere una cierta tensión última definida a partir del límite elástico, en ese caso, el criterio de fallo se puede escribir como:
{\displaystyle \sigma _{VM}={\sqrt {\frac {(\sigma _{I}-\sigma _{II})^{2}+(\sigma _{II}-\sigma _{III})^{2}+(\sigma _{III}-\sigma _{I})^{2}}{2}}}={\sqrt {\sigma ^{2}+3(\tau _{y}^{2}+\tau _{z}^{2})}}>\sigma _{u}}

## Materiales utilizados

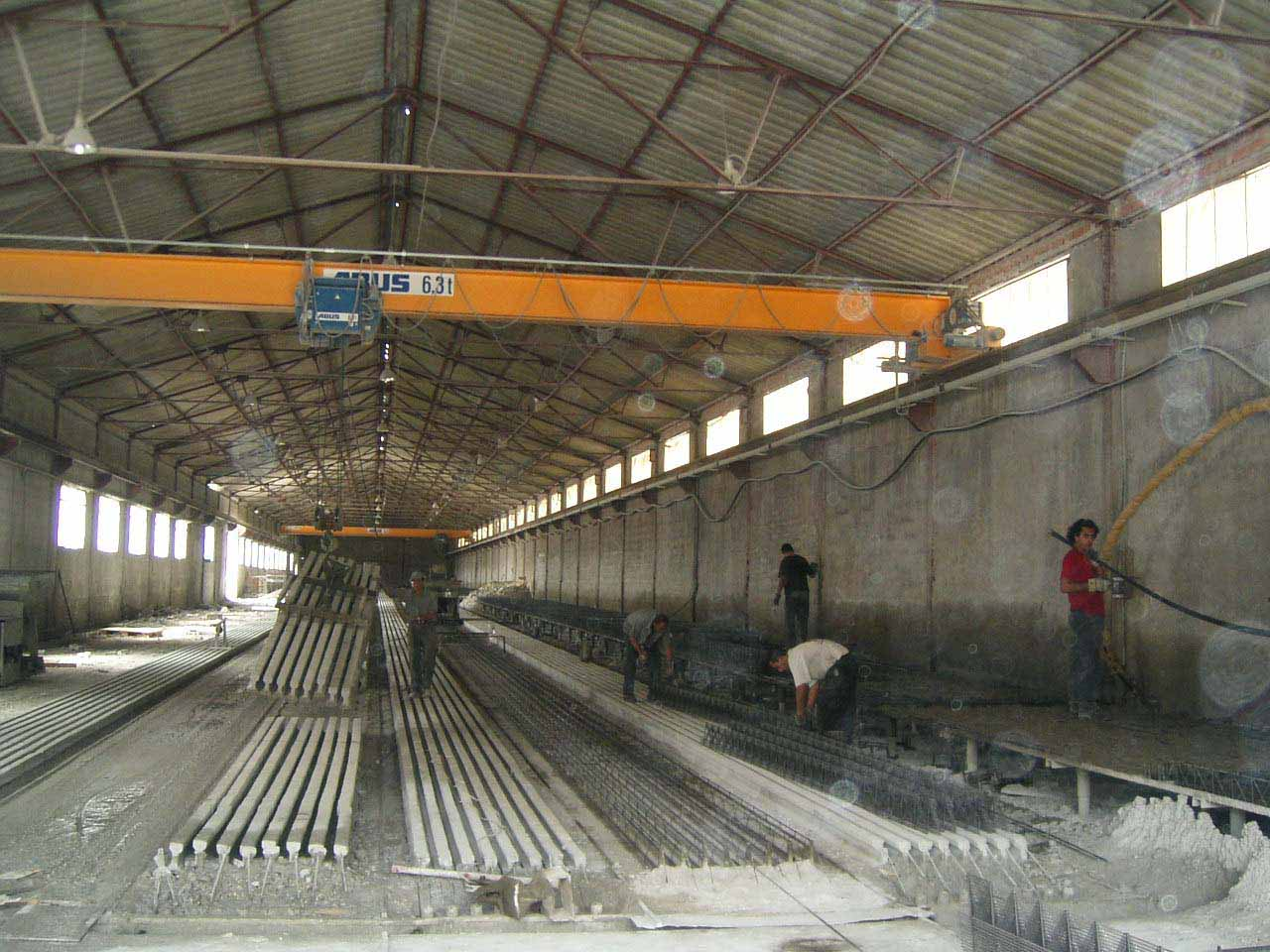
Construcción de vigas de hormigón pretensado en Alcalá la Real, Jaén, España.

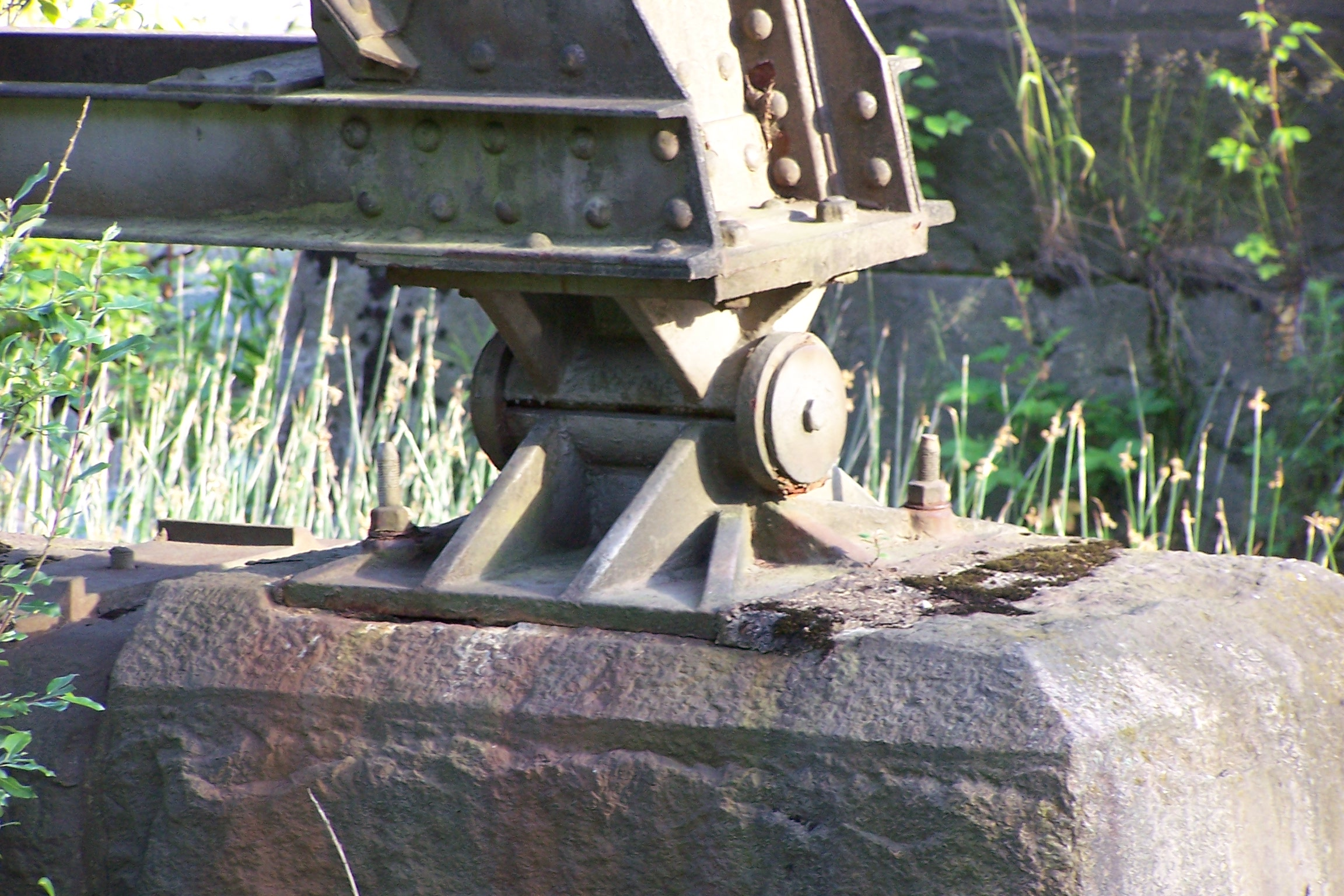
Apoyo de una viga de puente que permite el giro pero no permite desplazamientos.

A lo largo de la historia, las vigas se han realizado de diversos materiales; el más idóneo de los materiales tradicionales ha sido la madera, puesto que puede soportar grandes esfuerzos de tracción, lo que no sucede con otros materiales tradicionales pétreos y cerámicos, como el ladrillo.
La madera sin embargo es material ortotrópico que presenta diferentes rigideces y resistencias según los esfuerzos aplicados sean paralelos a la fibra de la madera o transversales. Por esa razón, el cálculo moderno de elementos de madera requiere bajo solicitaciones complejas un estudio más completo que la teoría de Navier-Bernouilli, anteriormente expuesta.
A partir de la revolución industrial, las vigas se fabricaron en acero, que es un material isótropo al que puede aplicarse directamente la teoría de vigas de Euler-Bernouilli. El acero tiene la ventaja de ser un material con una relación resistencia/peso superior a la del hormigón, además de que puede resistir tanto tracciones como compresiones mucho más elevadas.
A partir de la segunda mitad del siglo XIX, en arquitectura, se ha venido usando hormigón armado y algo más tardíamente el pretensado y el postensado. 
Estos materiales requieren para su cálculo una teoría más compleja que la teoría de Euler-Bernouilli.

### Teoría de vigas
- curva elástica
- flexión mecánica
- pendientes y deformaciones en vigas
- prisma mecánico
- teorema de los tres momentos

### Otros elementos constructivos
- acero laminado
- arco (construcción)

- ballena, una trabe de cajón con aletas
- celosía (ingeniería)
- dintel
- pilar
- pórtico
- puente viga
- voladizo